# Craugastor campbelli
Craugastor campbelli is een kikker uit de familie Craugastoridae. De soort werd voor het eerst wetenschappelijk beschreven door Eric Nelson Smith in 2005. Oorspronkelijk werd de wetenschappelijke naam Eleutherodactylus campbelli gebruikt. De soortaanduiding campbelli  is een eerbetoon aan de Amerikaanse herpetoloog Jonathan Atwood Campbell (1947).
De soort is endemisch in Guatemala en is alleen bekend van een locatie in de Montañas del Mico in het Izabal departement. De habitat bestaat uit vochtige bergbossen op een hoogte van 260 tot 962 meter boven zeeniveau.